# ニンテンドーWi-Fiコネクション
ニンテンドーWi-Fiコネクション（ニンテンドーワイファイコネクション）は、任天堂のニンテンドーDS・Wii向けのネットワークサービスである。略称はWi-Fiコネクション。まず2005年11月14日に北米でサービスが始まり、その後オーストラリア、イギリス、ヨーロッパ、韓国で順次サービスが開始された。日本でのサービス開始は2005年11月23日。
2014年5月20日23:00をもって、無料サービス（Wi-Fiコネクションのマークが青のソフト）の提供が終了した。ただし、終了後も一部のソフトおよび有料サービス（Wi-Fiコネクションのマークが赤のソフト）については運営が続いた。ただし、有料サービスも長い期間を経ずに2019年ごろまでにはすべての作品がサービスを終了した。
2024年現在では、非公式サーバーへの接続により、ニンテンドーWi-Fiコネクション対応作品で引き続きオンラインプレイを行おうとする試みもあり、WiiLinkやWiimmfi、Pretendo Networkといった非公式の代替策がWii/Wii U本体の改造で導入されるケースが多い。ただし、このような非公式のオンラインサービスには思わぬ脆弱性が存在する可能性があることを任天堂公式が警告している。
ニンテンドー3DSとWii Uでは同サービスの発展系として後継サービスの「ニンテンドーネットワーク」を展開している。

## 特徴
本サービスのコンセプトに関して、任天堂社長の岩田聡には誰でも安心して気軽に自社サービスを楽しめるようにしたいという理念があり、既存のオンラインゲームに対するネガティブなイメージやハードルの高さを下げたいという思いもあった。そのためサービスを利用するにあたって、任天堂では『カンタン・あんしん・無料』の3点を重視していた。

### 簡単
ID、パスワードは内部で自動生成される。
無線接続拠点ニンテンドーWi-FiステーションやFREESPOTなどを介して接続する場合、接続設定が一切不要。ニンテンドーゾーンの場合はビューアの指示に従う。家庭用無線BBルータに接続する場合は設定が必要になるが、バッファローもしくはNECアクセステクニカ製品（日本版のみ）なら、自動設定技術AOSSもしくはらくらく無線スタート（日本版のみ）を利用し、ワンタッチで接続可能。
また、高価かつ面倒な無線LAN環境を構築しなくても、Windows XPもしくはWindows Vistaが搭載されたパーソナルコンピュータなら、ニンテンドーWi-Fi USBコネクタもしくはゲーム機専用 無線LAN USBソフトウェアアクセスポイントをパソコンのUSBポート（拡張インタフェースやUSBハブでの動作は動作保証外）に挿すことによって接続できる。
日本では、公共の無線接続拠点は、ニンテンドーWi-Fiステーションが1,000ヶ所、FREESPOTが3,000ヶ所でのサービスを行い、ニンテンドーゾーンのうちマクドナルド（マックでDS）では約2600店舗で対応。
アメリカでは、6,000ヶ所のマクドナルドの店舗にアクセスポイントが置かれる。ブロードバンド環境が日本に比べて普及していないイギリスでは、公衆無線LANを提供しているBT OpenzoneとThe Cloudと提携し、玩具店は勿論のこと、駅のカフェ、図書館、ホテルなど、日本では置かれていない場所にも設置され、その数は7,500ヶ所以上にも及ぶ。

### 安心
『おいでよ どうぶつの森』などでは、嫌がらせ等のトラブルを防ぐために、直接ワイヤレス通信をおこなったプレーヤー、もしくは12桁の「ともだちコード」（IDにあたる）をお互いに知っているプレイヤーのみの通信となる。ただし、『マリオカートDS』『テトリスDS』のように、無差別での対戦もできるものもある。

### 無料
任天堂が普及を担うべきとの判断から、任天堂製のタイトルのネットワーク通信に関する利用料はすべてのタイトルで無料。
他社製のタイトルでは、ネットワーク通信の利用料はすべてのタイトルで無料だが、追加コンテンツ配信などでは一部有料のものがある。有料サービスは、Wi-Fiコネクションのロゴが赤となっている。
なお、Wiiの『モンスターハンター』シリーズなどは、「ニンテンドーポイントを支払いに用いたオンラインサービス」であり、Wi-Fiコネクション有料サービスとは異なる。

## 利用方法

### DSシリーズでの利用方法[8]

#### 自宅での利用
自宅でWi-Fiコネクションを利用するには、ADSLや光ファイバーを使ったブロードバンドインターネット接続環境が必要。ISDNでも接続できるという確認もとれているが、通信速度が極めて低速で、サーバーに負荷がかかって他プレイヤーに対してゲームの進行に支障をきたすケースがある。また、ニンテンドーDS内蔵の無線LAN通信機能を利用するため、親機となる無線LANルーター等の無線LANアクセスポイントが必要となる。ただし、自宅に無線LANアクセスポイントが無くてもWindows XPもしくはWindows Vistaのパソコンがあり、ブロードバンドインターネット接続環境が整っている場合は、任天堂で販売している「ニンテンドーWi-Fi USBコネクタ」、もしくはアクセスポイント機能対応のUSB 無線LANアダプタを使用することで利用可能である。
なお、WPAに非対応のソフトをプレイする、もしくはニンテンドーDS/DS Liteの本体を使用する場合、無線LANのセキュリティにはWEPしか使用できず、場合によってはアクセスポイント側の設定も必要となる。WEPは当時から脆弱性が指摘されており、ゲーム以外でも無線LANによるインターネット通信を使用する場合は、マルチセキュリティに対応したアクセスポイントを使用することが事実上必須であった。

#### 外出先での利用
外出先で利用する場合は、全国の家電量販店・総合スーパー・玩具店などに設置されているDSステーションのDS専用アクセスポイント（ニンテンドーWi-Fiステーション）やニンテンドーゾーン、FREESPOTなどの公衆無線LANかスマートフォンのテザリングを利用する。なお、FREESPOT以外の公衆無線LANでは接続できなかったり、設定が必要な場合がある。

### Wiiでの利用方法
WiiでWi-Fiコネクションを利用するには、WiiをADSLや光ファイバーを使ったブロードバンドインターネット接続環境に接続する必要がある。WEP,WPA規格の無線LANだけでなくWPA2規格の無線LANも接続に使用することが可能。Wiiをインターネットに接続する方法はWii#インターネット接続を参照。

## 対応ソフト
以下の各項目を参照。
- ニンテンドーDSのゲームタイトル一覧
- ニンテンドーDSiウェアのタイトル一覧
- Wiiのゲームタイトル一覧
- Wiiウェアのゲームタイトル一覧
- バーチャルコンソールのゲームタイトル一覧

第一弾『おいでよ どうぶつの森』は、発売されると同時に高いペースでコンスタントに売れ続け、2006年2月にはついに200万本を出荷、3月には「実売数」も200万本を突破した。
そして対応ソフト二作目の『マリオカートDS』も、同シリーズでは『マリオカート64』以来久々のミリオンヒットとなった。

## ニンテンドーWi-Fiコネクションを利用した本体のコンテンツ
- 似顔絵チャンネル
- お天気チャンネル
- ニュースチャンネル
- みんなで投票チャンネル
- Miiコンテストチャンネル
- みんなのニンテンドーチャンネル
- テレビの友チャンネル Gガイド for Wii
- デジカメプリントチャンネル
- きょうとあしたの占いラッキーチャンネル
- Wiiスピークチャンネル
- Wiiの間
- YouTube
- Hulu
  - 「テレビの友チャンネル Gガイド　for Wii」は2011年7月24日にサービス・配信を終了した。
  - 「Wiiの間」は2012年4月30日にサービス・配信を終了した。
  - 2013年6月28日には「似顔絵チャンネル」（インターネットを使用するサービスを除く）「Wiiショッピングチャンネル」「インターネットチャンネル」「YouTube」「Hulu」「出前チャンネル」以外のインターネットを利用するサービス・配信を終了した。[9]
  - 「出前チャンネル」は、2017年2月22日に配信を終了し、2017年3月31日にサービスが終了した。
  - 2017年5月17日に、「Hulu」のサービスが終了した。
  - 2017年6月30日に、「YouTube」のサービスが終了した。

## 反響
これまで任天堂は、ファミリーコンピュータでのファミコントレード、スーパーファミコンで衛星データ放送サービスを受信するサテラビュー、NINTENDO 64の周辺機器64DDでのオンラインネットワークサービスであるランドネット、ゲームボーイと携帯電話を連動させたモバイルアダプタGBなど、様々なオンライン事業に関わってきた。しかし、そのどれもがハードの性能の限界、頻雑な設定、不十分なインフラ、そして利用料の払い辛さなどがハードルの高さにつながり、十分に利用者数を増やせないまま数年の短期間でサービスを終了していた。
そのような中、岩田聡が社長に就任した任天堂は、ニンテンドーDSの持つ特徴と、店頭に置かれているDSステーションと呼ばれる試遊台、そして日本の家庭の大部分に普及したパソコン、そしてブロードバンドを利用し、新しいオンラインシステムを構築した。
誰でも、気軽に、安心して、時間を気にせずオンラインを楽しむことができるように、任天堂は普及を促すための策として
1. DSステーションの内部にアクセスポイントを設置し、人々が店に来ていつでもオンラインゲームができる環境を整えた。
2. 家庭でも、Windows XPまたはWindows Vista搭載パソコンとブロードバンド環境があれば接続できるようにするための機器を開発、発売した。
3. 家庭用の無線LANにも簡単に接続できるように、対応ソフトにAOSSなどを搭載し、誰でも難しい設定なしでオンラインを楽しめるような環境を整えた。
4. 一般的なネットワークゲームでニュースになるようなアイテム盗難などの被害を抑えるため、フレンドコードを設定することで、友達同士だけの「閉じた」オンライン環境を作ることを可能とした。
5. 任天堂製のタイトルは原則無料とした。

こうしてサービス開始から3か月経たない2006年2月10日までにニンテンドーWi-Fiコネクションの接続者数は重複なしで85万人、接続回数は2000万回に上ることを発表、この新たなオンラインシステムが好調に広まっていることを裏付けた。さらに、2006年10月16日には組込機器用のウェブブラウザであるNetFrontがニンテンドーDSソフト組込用としてゲームソフトウェア開発用ミドルウェアセットに採用されることが発表され、ブラウザ機能を持つソフトの開発を可能にした。
しかし好調なニンテンドーDSでのネットワーク接続に対して、岩田は2007年10月10日に開催された「Nintendo Conference」において、ブロードバンドの世帯普及率に対するWiiのネット接続率が十分でないことを指摘し、これを改善するためにネット接続に対する技術面・心理面の障壁およびソフト不足の克服が課題であると述べた。ソフト面に関してはこのカンファレンスに先んじて展開していたバーチャルコンソールおよび2008年3月から開始するWiiウェアで拡充されていった。
Wi-Fiコネクションに対応するソフトウェアはほとんどが2012年末まで発売された作品であり、2013年以降は新規で発売されなかった。また、ドラゴンクエストXのWii版を例外とみなしても、海外リージョンのWii作品まで視野に入れた場合、アクティビジョンとUBI SOFTが開発した作品は例外的にWi-Fiコネクションに該当しないサーバーを経由してオンラインプレイができる仕様となっていたため、Wi-Fiコネクション終了後もしばらくの間はプレイ可能であった。

## WEPのセキュリティに関して
ニンテンドーDSに採用されているWEPは解読が容易であり、セキュリティの問題が指摘されている。しかしセキュリティのアップデートは技術的に不可能であるため、任天堂はニンテンドーWi-Fiネットワークアダプタのようにマルチセキュリティに対応したルーターを使用して欲しいとしている。
2008年11月1日に発売されたニンテンドーDSiはWEPより暗号化手法を強固にしたWPA-PSK/WPA2-PSK（TKIP/CCMP）に対応している。パッケージに「高速/高セキュリティ無線通信対応」の記載があるソフト（例えば「ポケットモンスター　ブラック・ホワイト」や「ポケットモンスター　ブラック2・ホワイト2」など）ではWPA/WPA2を利用できるが、従来のDS用ソフトのニンテンドーWi-FiコネクションではWEPしか利用できない。